# Thuận Bình (xã)
Thuận Bình là một xã thuộc huyện Thạnh Hóa, tỉnh Long An, Việt Nam.

## Địa lý
Xã Thuận Bình nằm ở phía bắc huyện Thạnh Hóa, có vị trí địa lý:
- Phía đông giáp huyện Thủ Thừa
- Phía tây giáp xã Tân Hiệp
- Phía nam giáp xã Thuận Nghĩa Hòa
- Phía bắc giáp huyện Đức Huệ và Campuchia.

Xã có diện tích 57,53 km², dân số năm 1999 là 2.534 người, mật độ dân số đạt 44 người/km².

## Hành chính
Xã được chia thành 5 ấp: Gãy, 61, Đồn A, Trà Cú, T3.

## Lịch sử
Phần lớn địa bàn xã Thuận Bình trước đây thuộc xã Thuận Nghĩa Hòa.
Ngày 26 tháng 6 năm 1989, Hội đồng Bộ trưởng ban hành Quyết định 74-HĐBT. Theo đó, điều chỉnh một phần diện tích, dân số của xã Thuận Nghĩa Hòa và một phần diện tích, dân số của xã Bình Thành thuộc huyện Đức Huệ để thành lập xã Thuận Bình; đồng thời chuyển các xã Thuận Nghĩa Hòa và Thuận Bình về huyện Thạnh Hóa mới thành lập.
Sau khi thành lập, xã Thuận Bình có 4.816,75 ha diện tích tự nhiên và 2.477 người.